# Park Tiele-Wincklerów w Bytomiu
Park Tiele-Wincklerów (do 2024 roku Park Ludowy, niem. Mechtaler Volkspark) – park pałacowy z 1. połowy XIX wieku w Bytomiu-Miechowicach, otaczał pałac Tiele-Wincklerów, współcześnie pełni rolę krajobrazowego parku miejskiego, został wpisany do rejestru zabytków nieruchomych województwa śląskiego.

## Historia
Park, założony początkowo jako ogród, powstał w 1. połowie XIX wieku i jest najstarszym założeniem parkowym na terenie dzisiejszego Bytomia. Od początku stanowił teren przypałacowy Tiele-Wincklerów i nie był dostępny publicznie. Ogród parkowy połączono z przylegającym lasem grądowym w latach 1840–1850, zachowano jednak kompozycję ogrodu, zasadzono egzotyczne drzewa. Park powstał poprzez przekształcenie ogrodu i lasu na przełomie lat 50. i 60. XIX wieku. Romantyczne założenie zaprojektowali Gustaw Stoll i Gustaw Meyer. Powstał park w stylu angielskim.
Park był zarządzany przez miasto Bytom od 1938 roku i stał się wówczas dostępny dla mieszkańców. Pałac został zniszczony i opuszczony po 1945 roku. Rozgrabiono go i spalono, a pozostałości wysadzili saperzy Wojska Polskiego 31 grudnia 1954 roku. Park został znacznie przekształcony po II wojnie światowej, zmieniono m.in. układ alejek a północną część parku oddzielono i zabudowano, jednak zachował się cenny starodrzew, a całość ma charakter parku krajobrazowego. Okazały platan klonolistny „Jan III Sobieski” stanowi od 1973 roku pomnik przyrody (decyzja nr 312 znak: RL-op-831/32/73 Prezydium Wojewódzkiej Rady Narodowej w Katowicach z dnia 1 grudnia 1973 roku). Park został wpisany do rejestru zabytków nieruchomych w 1995 roku. W 2021 roku zakończono rewitalizację parku, która kosztowała ponad 11,6 mln zł, powstało wówczas oczko wodne i ścieżka dydaktyczna. Założenie otrzymało nową nazwę w 2024 roku w efekcie petycji mieszkańców Bytomia. 

## Architektura i flora
Maksymalna powierzchnia parku wynosiła 29 ha za czasów jego świetności. Od północy znajdował się reprezentacyjny podjazd do pałacu z dekoracyjnie obsadzonym trawnikiem. Od wschodu znajdowały się dwa stawy z wysepkami pośrodku. Pozostały teren zajmowały trawniki i rabaty w postaci medalionów obsadzonych różnobarwnymi kwiatami.  
Obecnie park ma kształt zbliżony do prostokąta i powierzchnię 13,95 ha. Pierwotne niskie kompozycje roślinne nie zachowały się, park porastają współcześnie wysokie drzewa, w większości ponad stuletnia buczyna. W parku odnotowano 53 gatunki drzew i krzewów, obok pospolitych gatunków: klonu zwyczajnego, klonu jawora, dębu i lipy rosną także: dąb czerwony i burgundzki, surmia wielkokwiatowa i żółtokwiatowa, miłorząb dwuklapowy oraz sosna wejmutka. Przy drodze do ronda znajduje się kilka ponad stuletnich dębów (pierwotnie dziewięć), które sadzono po narodzinach dzieci Waleski i Huberta von Tiele-Wincklerów.
Od XVII w. do 1853 roku na terenie parku stał stary murowany kościółek św. Krzyża. W latach 40. XX wieku w parku znajdowały się drewniane altany i korty tenisowe. W 2. połowie XX wieku – muszla koncertowa i kąpielisko dla dzieci. Z pałacu zachowała się część oficyny, co stanowi około 10% dawnej kubatury gmachu. Z pierwotnego założenia parkowego pozostała owalna ścieżka po zewnętrznej stronie parku.

## Galeria

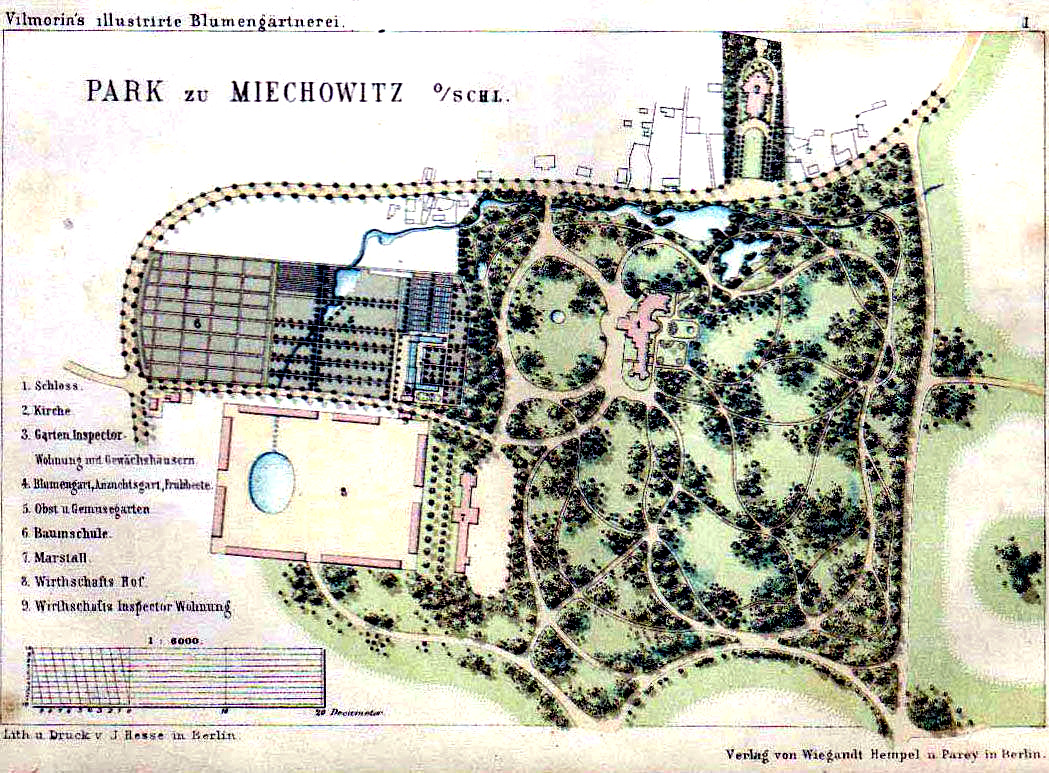
Plan parku z 2. połowy XIX wieku
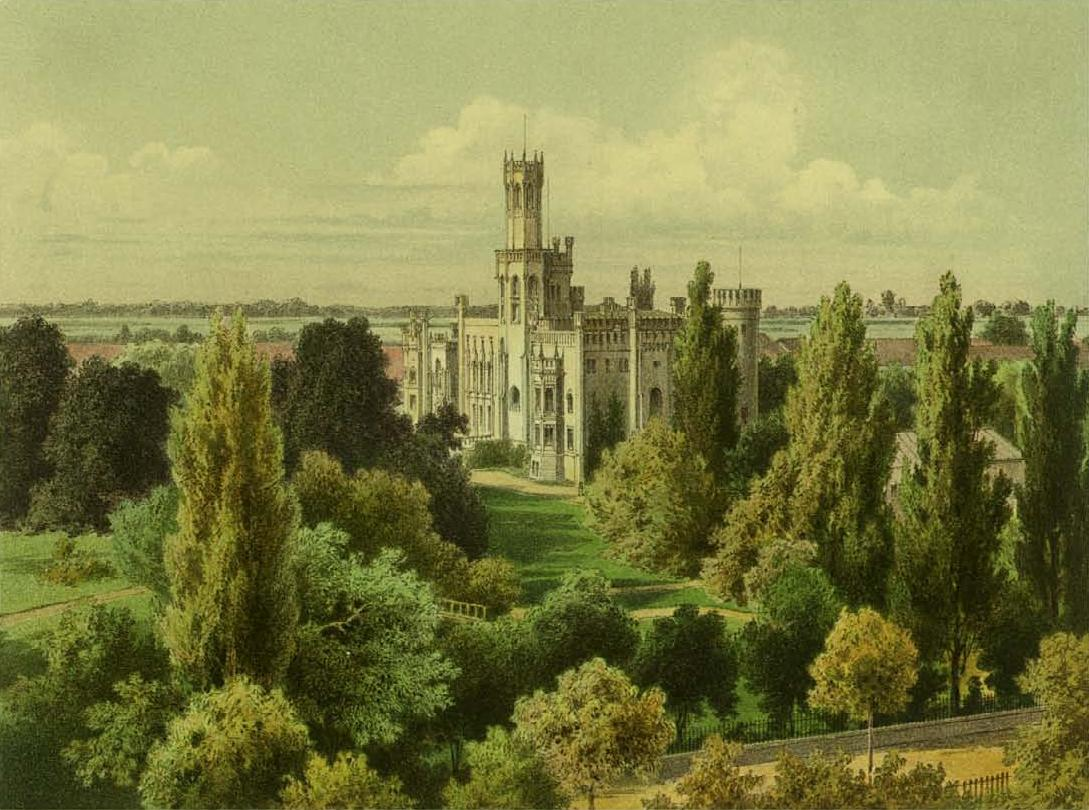
Pałac w XIX wieku
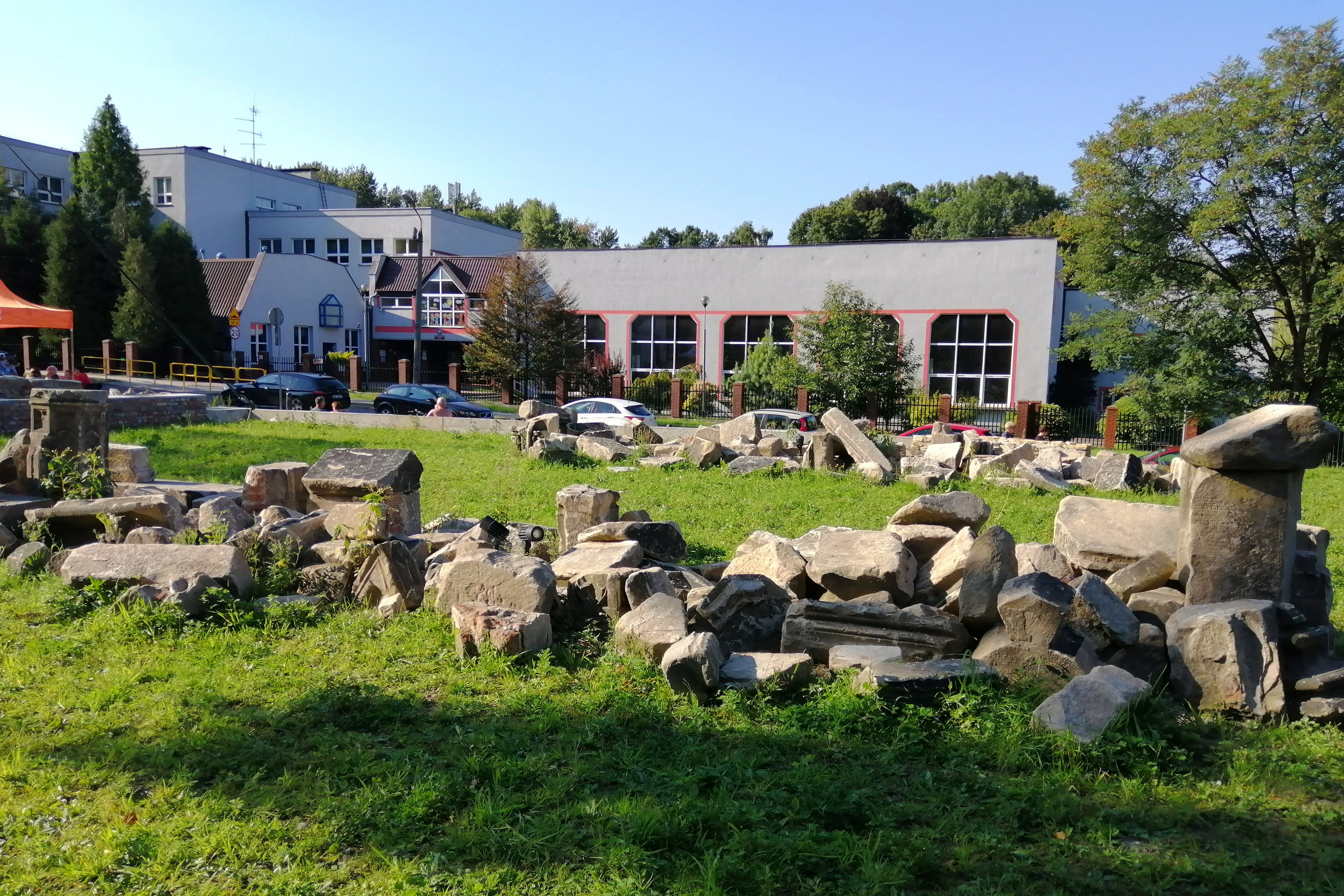
Pozostałości pałacu (2021)
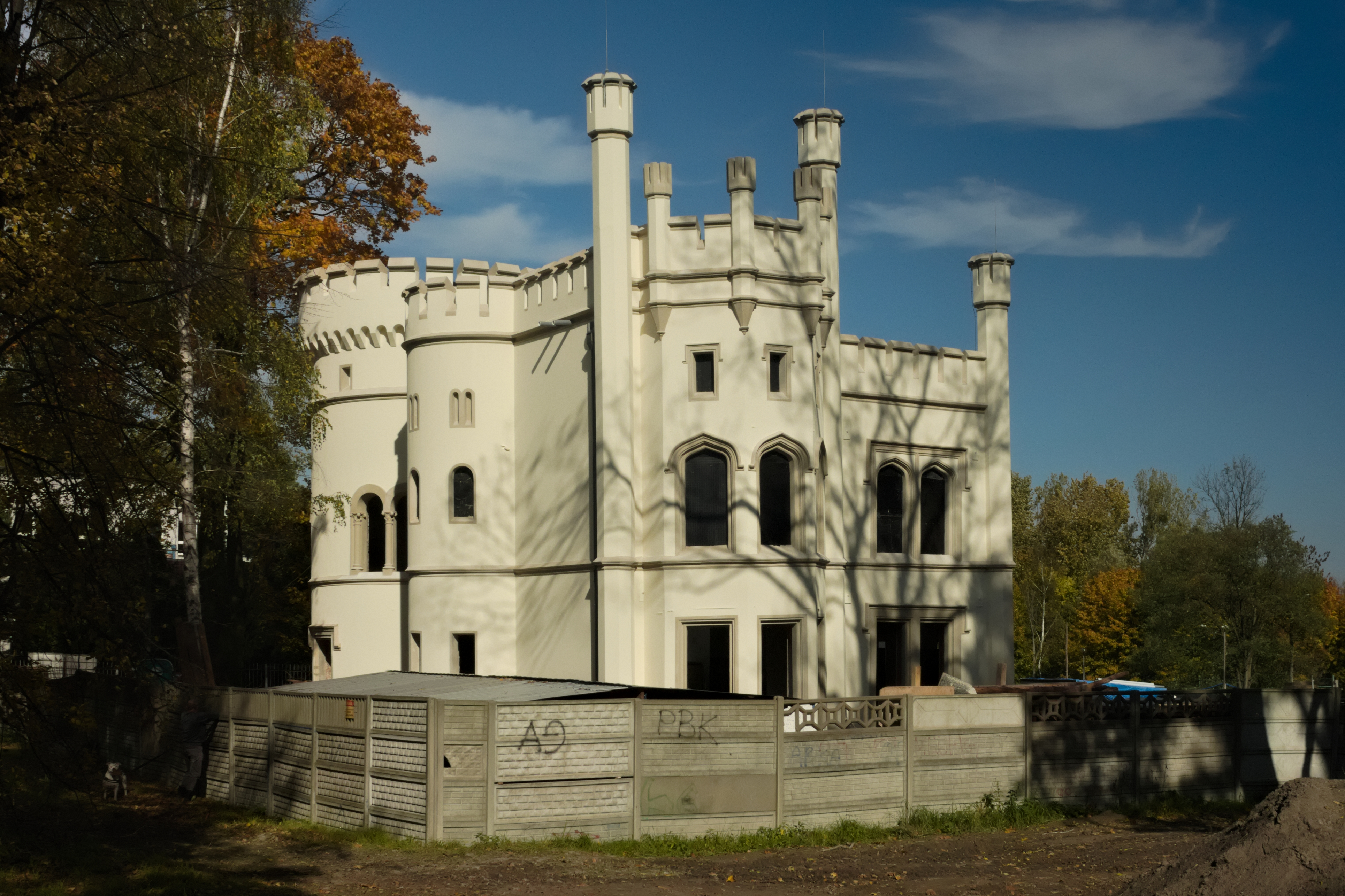
Oficyna pałacu (2019)
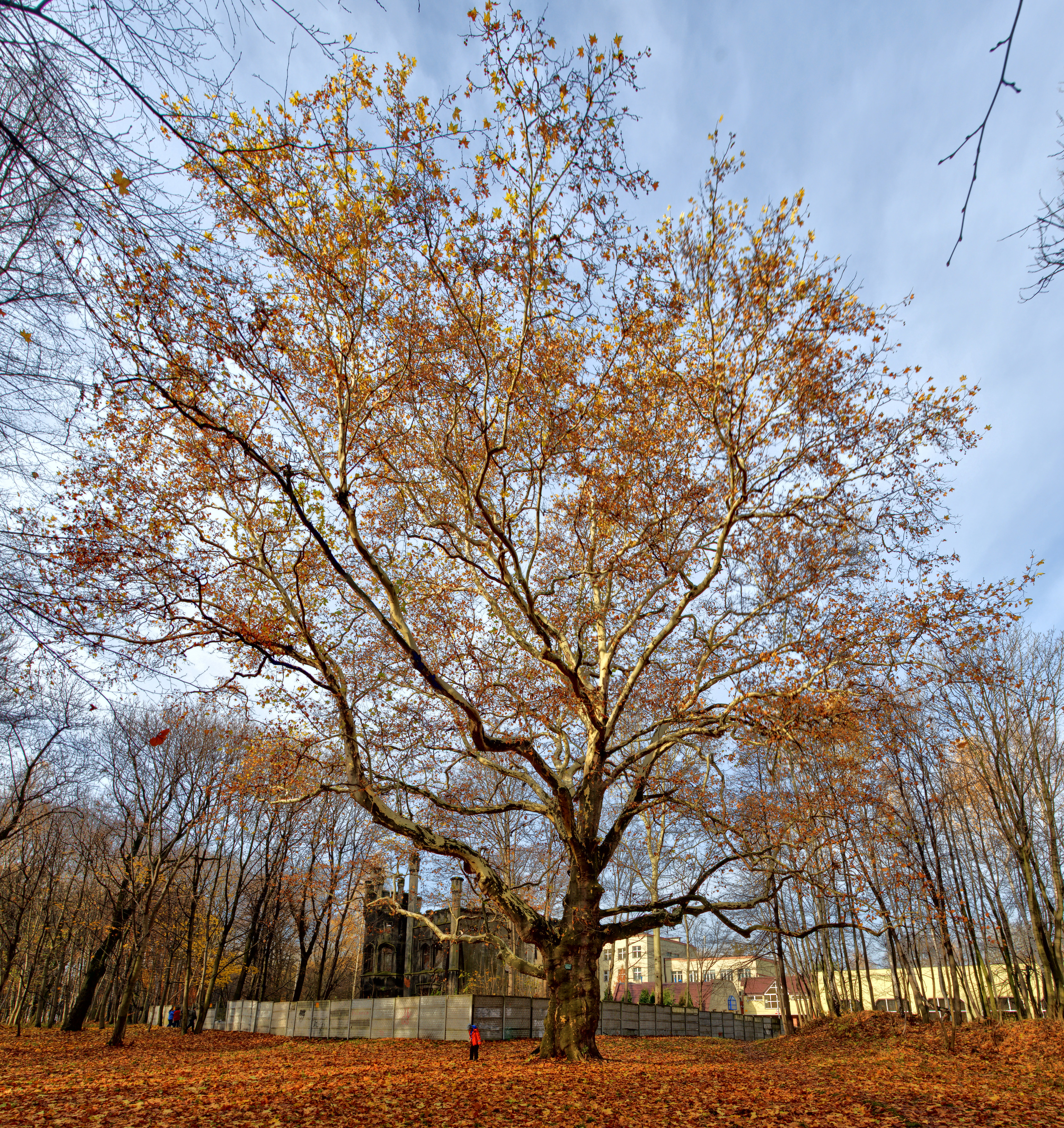
Pomnikowy platan „Jan III Sobieski” (2012)
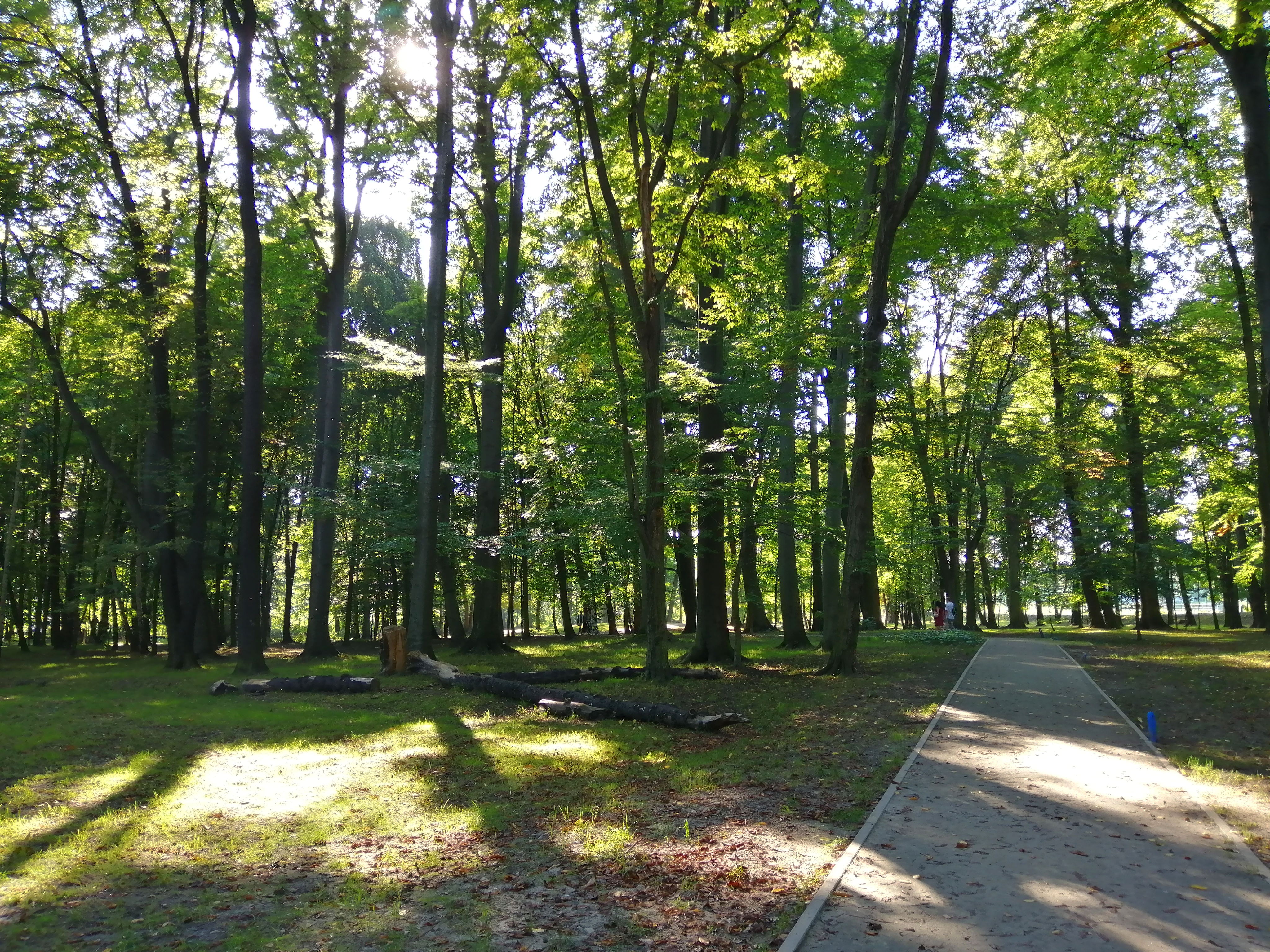
Alejka parkowa (2021)